# Certhilauda brevirostris
La alondra de Agulhas (Certhilauda brevirostris) es una especie de ave paseriforme de la familia Alaudidae endémica de la provincia Cabo Occidental, en el extremo meridional de Sudáfrica. Su restringida área de distribución se centra en el cabo de las Agujas, desde el este de las montañas Hottentots-Holland hasta Mosselbaai, y ocupa un máximo de 15.000 km².

## Taxonomía
La alondra de Agulhas anteriormente se consideraba una subespecie de la alondra de El Cabo, como Certhilauda curvirostris brevirostris hasta que junto a otras tres subespecies fueran elevadas al rango de especie (Sibley and Monroe 1990, 1993). El Handbook of the Birds of the World volvió a unirla con la alondra de El Cabo en 2017.

## Descripción
La alondra de Agulhas mide entre 18–20 cm de largo. Su pico es largo y curvado hacia abajo y también tiene la cola larga. Su cabeza y partes superiores son de color crema grisáceo con veteado oscuro. Sus partes inferiroes son de color creama con veteado oscuro en pecho y flancos. En comparación con la alondra de El Cabo, la alondra de Agulhas es de tonos más crema y tiene el pico y la cola más cortos.
El canto de cortejo de la alondra de Agulhas consiste en un silbido disilábico ``siiooo siiiooo``.

## Districión y hábitat
Es endémica del extremo meridional de Sudáfrica. El hábitat natural de la alondra de Agulhas ha desaparecido en gran parte, ya que la mayoría de su área de distribución ha sido reconvertida en campos de trigo y pastizales, solo el 30% permanece como fynbos costero o matorral del karoo. Aunque parece haberse adaptado bien a su hábitat modificado, como las tierras de cultivo, aunque su distribución está fragmentada por razones desconocidas.

## Comportamiento y ecología
Como las demás alondras anida en el suelo. Se alimenta de semillas e insectos, los últimos especialmmente en la época de cría.